# خلر سیاه
خلر سیاه (نام علمی: Lathyrus niger) نام یک گونه از سرده خلر است.
خُلَّر یا سَنگِنَک (Lathyrus) سرده‌ای از گیاهان گلدار است. جنس خلر در ایران ۲۲ گونه گیاه علفی یک‌ساله و چندساله دارد.

## معرفی
به فارسی خلر و در کتب مختلف فارسی و طب سنتی با نام های جلبان و سفید آن جلبان البیض و سیاه آن جلبان اسود آورده شده است. به شیرازی مشیو گویند. در خراسان در بعضی مناطق ملک و در آذربایجان کلول و در افغانستان هم کلول نام نهادند. و به هندی کساری گفته می شود.

## مشخصات گیاه خلر
گیاهی است علفی، پیچک دار، برگ های آن دارای ۲ برگچه باریک دراز و نوک تیز است. گل های آن به رنگ سبز مایل به سفید و یا مایل به زرد و یا مایل به قرمز است. میوه آن به شکل غلاف باقلا که دانه های خلر در آن قرار دارد. دانه ها به ابعاد ۷ -۱۲ در ۵-۹ میلی متر شبیه نخود صاف می باشد.
این گیاه در هند در دره پنجاب در اوتار پاراداش انتشار دارد. در ایران در فارس، کرمان در کوه هراز، کوه نصر، در مکران، ایران شهر، اصفهان، تهران، خرم آباد، آذربایجان، مشکین شهر و در کرمانشاه در بیستون می روید و کاشته می شود. در افغانستان نیز می روید و کاشته می شود.

## ترکیبات شیمیایی خلر
در دانه خلر یک ماده عامل سمی وجود دارد که احتمالا یک ملح اسیدی فیتیک اسید است. از دانه خلر یک اسید آمینه جدا شده است و به علاوه مطالعات نشان می دهد که سمیت دانه در برخی موارد محسوس نیست. در دانه خلر در حدود ۳۰ درصد مواد نشاسته ای، ۳ درصد مواد قندی، ۲ درصد مواد چربی، بتائین و کولین و ترکیباتی به نام لاتیرین است.